# مراد قایالی
مراد قایالی (انگلیسی: Murad Gayali؛ زادهٔ ۹ مارس ۱۹۹۹) بازیکن فوتبال است.
وی همچنین در تیم‌های ملی فوتبال زیر ۱۹ سال جمهوری آذربایجان و زیر ۲۱ سال جمهوری آذربایجان بازی کرده‌است.